# Crnokrpe
Crnokrpe (en serbe cyrillique : Црнокрпе) est un village du nord-est du Monténégro, dans la municipalité de Rožaje.

## Démographie

### Évolution historique de la population
| 1948 | 1953 | 1961 | 1971 | 1981 | 1991 | 2003 |
| ---- | ---- | ---- | ---- | ---- | ---- | ---- |
| 301  | 328  | 392  | 351  | 414  | 495  | 433  |